# فيضانات تونس 2009
فيضانات جنوب تونس في سبتمبر 2009 هي فيضانات وسيول عنيفة اجتاحت جنوب تونس في 23 سبتمبر 2009 استمرت يومين، ناتجة عن أمطار غزيرة ضربت المنطقة.
حيث ذكرت وكالة أنباء تونس الرسمية أن الأمطار الغزيرة قد فاقت كمياتها 150 مليمترا في زمن قياسي ما أدى إلى فيضان وادي أم عرائس وبالتالي قطع الطريق بين أم عرائس والرديف.
تسببت الفيضانات في مقتل 17 شخصا وإصابة آخرين وتدمير في الممتلكات وأضرار مادية. كما امتدت الفيضانات إلى مدينة قابس في الجنوب وكذلك مدن صفاقس، المهدية، سوسة والقيروان في الوسط دون خسائر بشرية.
بلغت سرعت الرياح 100 كم في الساعة.

## اليوم الأول
إغلاق المدارس، والمحلات وتأثر جنوب تونس بشبه شلل في البنية التحتية، وغرقت سيارات كثيرة، إلا أن أغلب الذين كانوا موجودين هربوا من فتك الفيضانات الجارفة، والعواصف الرعدية النشطة.

## الأضرار
باشرت السلط الجهوية بولاية قفصة عمليات تعويض المواطنين الذي تضررت محلات سكناهم والبالغ عددهم 3775 منتفع.
شملت الاضرار الناجمة عن نزول الأمطار الاستثنائية يومى 23 و24 سبتمبر زراعة الخضروات والاشجار المثمرة والمواشى وتجهيزات الرى ومنشات المحافظة على المياه والتربة.

## ردود الفعل
24 سبتمبر : الرئيس زين العابدين بن علي يعطي تعليماته بإرسال طائرة محملة بالمساعدات لفائدة ضحايا الفيضانات بالرديف.

## المشاريع
استلزم إصلاح كل الاضرار التي لحقت بشبكة جلب وتوزيع مياه الشرب والآبار العميقة صرف حوالى 470 ألف دينار.
تم ضبط برنامج للتدخل يغطى سنتى 2009 و2010 في مجال المحافظة على المياه والتربة بقيمة 8 ر2 مليون دينار تهم بالخصوص تهيئة مصبات الاودية على مساحة 500 هك واحداث 33 وحدة لفرش المياه وحماية 800 هك أخرى من الاراضى الفلاحية بواسطة منشات المحافظة على المياه والتربة.